# Дунги Ліма
Дунги Ліма де Розаріу (порт. Dungui Lima do Rosário нар. 24 лютого 1983) — томейський футболіст, воротар.

## Клубна кар'єра
Футбольну кар'єру розпочав у 2011 році в клубі УДЕСКАІ. У 2016 році перейшов до «Фолья Феде», кольори якого захищає й на даний час.

## Кар'єра в збірній
Викликався до складу збірної Сан-Томе і Принсіпі, у футболці якої дебютував 11 листопада 2011 року в кваліфікації до чемпіонату світу 2014 року програному (0:5) поєдинку проти Конго. На даний час у футболці головної команди країни провів 8 поєдинків.